# Westminster School
Het Koninklijk College van Sint Pieter in Westminster (Engels: Royal College of St. Peter in Westminster), bijna altijd bekendstaand als de Westminster School, is een van de vooraanstaande Britse jongensscholen. De school staat naast de Westminster Abbey in centraal Londen en met een geschiedenis die teruggaat tot de 12de eeuw, kent de school onder zijn oud-leerlingen illustere namen als Ben Jonson, Robert Hooke, Jeremy Bentham en A.A. Milne.
Een groot percentage van de leerlingen wordt toegelaten tot de Universiteiten van Oxford en Cambridge, hoger dan op welke andere school. De school moedigt de leerlingen aan om onafhankelijk te denken.
Jongens worden op zevenjarige leeftijd op de school voorschool toegelaten. De toelatingsleeftijd voor de hoofdschool is dertien. Meisjes worden pas op hun zestiende toegelaten. De school heeft rond de 750 leerlingen, waarvan ongeveer een derde inwonend is. De meesten van hen brengen het weekeinde, na de zaterdagochtend-les, thuis door.

## Voormalige leerlingen
De volgende mensen werden opgeleid in Westminster:
- Richard Hakluyt (1553-1616), schrijver en vertaler
- Ben Jonson (1573-1637), dichter en toneelschrijver
- Arthur Dee (1579-1651), alchemist en hofarts
- George Herbert (1593-1633), publiek spreker en dichter
- John Dryden (1631-1700), dichter en toneelschrijver
- John Locke (1632-1704), filosoof
- Christopher Wren (1632-1723), architect en wetenschapper, medestichter van de Royal Society
- Robert Hooke (1635-1703), Brits wetenschapper
- Henry Purcell (1659-1695), componist
- Charles Wesley (1707-1788), methodistisch priester en schrijver van 6.000 hymnen
- Edward Gibbon (1737-1794), historicus
- Jeremy Bentham (1748-1832), filosoof, advocaat en excentrieke persoonlijkheid
- Thomas Pinckney (1750-1828), Amerikaans soldaat, politicus en diplomaat
- William-Henry Nassau-Rochford (1754-1840), Engels soldaat, 5e tevens laatste graaf van Rochford
- Matthew Lewis (1775-1818), toneelschrijver
- A.A. Milne (1882-1956), auteur en journalist
- Robert Southey (1774-1843), dichter, historicus en biograaf
- Adrian Boult (1889-1983), dirigent
- John Gielgud (1904-2000), acteur en regisseur
- Andrew Huxley (1917), Nobelprijswinnaar in de fysiologie
- Peter Ustinov (1921-2004), acteur, schrijver, regisseur en verteller
- Tony Benn (1925), politicus
- Peter Brook (1925), theaterdirecteur
- Nigel Lawson (1932-2023), minister van Financiën, vader van Nigella Lawson
- Simon Gray (1936), toneel- en dagboekschrijver
- Andrew Lloyd Webber (1948), componist en producent
- Martin Amis (1949), schrijver
- Stephen Poliakoff (1952), directeur, toneelschrijver en scenarioschrijver
- Timothy Winter (1960), docent in de Islamitische Studies, Faculteit van de Godgeleerdheid, Cambridge University
- James Robbins (1954), radiomaker
- Shane MacGowan (1957), muzikant
- Matt Frei (1963), radiomaker
- Helena Bonham Carter (1966), actrice
- Jason Mariano Kouchak (1967), muzikant en componist
- Noreena Hertz (1967), econoom en campagnevoerster tegen de globalisering
- Nick Clegg (1967), leider van de Liberaal Democraten
- Ruth Kelly (1968), politica
- Marcel Theroux (1968), schrijver en tv-presentator
- Tobias Hill, (1970), dichter en schrijver
- Louis Theroux (1970), documentairemaker
- Jonathan Yeo (1970), artiest
- Martha Lane Fox (1973), internetondernemer
- James Reynolds (1974), BBC-correspondent in Peking
- Conrad Shawcross (1977), artiest
- Pinny Grylls (1978), documentairemaker
- Benjamin Yeoh (1978), toneelschrijver
- Mica Penniman (1983), zanger onder de naam 'Mika'
- Max Vergara Poeti (1983), schrijver